# Nordingrå församling
Nordingrå församling är en församling i Ådalens kontrakt i Härnösands stift. Församlingen ingår i Kramfors pastorat och ligger i Kramfors kommun i Västernorrlands län, Ångermanland.

## Administrativ historik
Församlingen har medeltida ursprung. 
Församlingen var till 1315 moderförsamling i pastoratet Nordingrå och Ullånger för att därefter till omkring 1350 utgöra ett eget pastorat. Från omkring 1350 till 1836 moderförsamling i pastoratet Nordingrå, Ullånger och Vibyggerå och från 1836 till 1 maj 1916 moderförsamling i pastoratet Nordingrå och Ullånger. Från 1 maj 1916 till 2018 utgjorde församlingen ett eget pastorat, för att därefter ingå i Kramfors pastorat.

## Kyrkor
- Nordingrå kyrka

## Series pastorum
Kyrkoherde sedan den 1 februari 2012 är Per Larsmark. Han efterträdde Mats Pelo, som varit kyrkoherde i församlingen sedan år 1992. Från 2016 fram till 2018 då Nordingrå församling upphörde som eget pastorat var Lars Parkman kyrkoherde, son till Nils Parkman,  kyrkoherde i församlingen 1967-1992.